# Виндишгрец, Альфред III
Альфред Август Карл Мария Вольфганг Эрвин цу Виндишгрец (нем. Alfred August Karl Maria Wolfgang Erwin Fürst zu Windisch-Graetz, 31 октября 1851 — 23 ноября 1927) — австро-венгерский государственный деятель, министр-президент Цислейтании в 1893—1895. Многолетний президент Палаты господ Рейхсрата. Князь. Внук фельдмаршала Виндишгреца. Прадед Марии Кристины фон Рейбниц, жены британского принца Майкла Кентского.

## Жизнь и карьера
Отец - князь Альфред II цу Виндишгрец (1819—1876).
Мать - Хедвига фон Лобковиц (1829—1856), дочь князя Августа фон Лобковица, сестра Георга Кристиана фон Лобковица

Родовой герб

Учился в Шотландской гимназии в Вене. 
Был членом ландтага Богемии, членом Палаты господ (Heerenhaus) Рейхсрата. В 1890 году Виндишгрец участвовал в подготовке австро-чешского соглашения. В 1892 году он избран вторым вице-президентом Палаты господ.
В 1893—1895 министр-президент коалиционного правительства, был вынужден подать в отставку из-за непреодолимых противоречий между чехами и немцами. В 1895 году Альфред III Виндишгрец был назначен императором президентом Палаты господ, занимал эту должность вплоть до распада Австро-Венгрии в 1918 году.
В 1918 году, на основании закона о ликвидации дворянства в Чехословакии, Виндишгрец потерял княжеский титул, затем, после реализации земельной реформы, земли в Богемии и Моравии. Отказался от принятия чехословацкого гражданства.

## Брак и дети
В 1877 году вступил в брак с княжной Габриелой Ауэршперг, дочерью Винченца Карла Ауэршперга. В браке родилось 7 детей, но до совершеннолетия дожили четверо:
- Мария Хедвика Виндиш-Гретц[чеш.] (1878-1918) дама Ордена Звездного Креста, замужем за графом Фридрихом Сапари (1869-1935), австро-венгерский дипломат, последним послом Австро-Венгрии в России (1913—1914), 4 детей
- Альфред Людвик (1879-1880) - умер во младенчестве
- Кристина Мария Вилемина (1881-1895) - умерла в детстве
- Винченц Альфред Мария (1882-1913), камергер, дипломат, покончил жизнь самоубийством из-за того, что отец не одобрял его брак.
- Агнес Матильда[чеш.] (1884-1969), дама Ордена Звездного Креста, замужем за графом  Адольфом Тун-Хоэнштайн (1880-1957), MUDr., камергером, старшим лейтенантом [4], 5 детей
- Вилемина (1885-1886) -  умерла во младенчестве
- Мария Аглая (1887-1961), дама Ордена Звездного Креста, замужем за графом Карелом Аппоньи де Надь-Аппоньи[венг.] (1878-1959), камергером, подполковником, 5 детей